# Nyctemera leuconoe
Nyctemera leuconoe là một loài bướm đêm thuộc phân họ Arctiinae, họ Erebidae.